# Grand Prix Fernand-Durel
Le Grand Prix Fernand-Durel est une course cycliste française disputée à Gavray, dans le département de la Manche. Créée en 2002, cette compétition propose un contre-la-montre ainsi qu'une étape en ligne. Elle est réservée aux cyclistes juniors (moins de 19 ans)
L'épreuve est actuellement organisée par le CS Villedieu, en collaboration avec le VC Saint-Lô-Pont-Hébert,. En 2020, la course est annulée en raison de la pandémie de Covid-19. L'édition 2021 est exceptionnellement ouverte aux élites amateurs. 

## Palmarès
| Année | Vainqueur                 | Deuxième         | Troisième          |
| ----- | ------------------------- | ---------------- | ------------------ |
| 2002  | Jean-Charles Bréard       |                  |                    |
| 2003  | Michel Marc               | Yann Rault       | Mathieu Aubernon   |
| 2004  | Yann Rault                | Anthony Rigault  | Victor Collet      |
| 2005  | Florian Hervo             | Duncan Viljoen   | Maxime Guesdon     |
| 2006  | Étienne Pieret            | Tony Gallopin    | Anthony Delaplace  |
| 2007  | Fabien Taillefer          | Florent Gougeard | Édouard Louyest    |
| 2008  | Romain Bacon              | Maxime Grenet    | Emmanuel Kéo       |
| 2009  | Alexandre Billon          | Jimmy Turgis     | David Gautard      |
| 2010  | Alexis Carlin             | Stuart Wight     | Kévin Catherine    |
| 2011  | Loïc Jamet                | Ohko Shimizu     | Clément Lorant     |
| 2012  | Nicolas Castelot          | Julien Délerin   | Cédric Legrandois  |
| 2013  | Jérémy Lecroq             | Valentin Madouas | Franck Bonnamour   |
| 2014  | Valentin Madouas          | Sébastien Havot  | Cyril Dendievel    |
| 2015  | Thibault Guernalec        | Thomas Denis     | Adrien Lagrée      |
| 2016  | Florentin Lecamus-Lambert | Clément Davy     | Valentin Tabellion |
| 2017  | Florentin Lecamus-Lambert | Donavan Grondin  | Killian Théot      |
| 2018  | Antonin Corvaisier        | Lucas Grolier    | Kévin Vauquelin    |
| 2019  | Kévin Vauquelin           | Hugo Toumire     | Louka Pagnier      |
| 2020  | annulé                    |                  |                    |
| 2021  | Tom Mainguenaud           | Dylan Guinet     | Sébastien Havot    |
| 2022  | Pas organisé              |                  |                    |
| 2023  | Evan Pavis                | Eliott Boulet    | Mattéo Viardot     |
| 2024  | Paul Seixas               | Paul Thierry     | Axel Bouquet       |